# Lenguas joisanas
Las lenguas joisanas o khoisánidas (también khoisán, kxoisán o khoesaan) son un grupo de lenguas africanas caracterizadas por el uso de chasquidos o "clics". Tradicionalmente se las ha considerado una familia de lenguas; sin embargo, lo más probable es que sean, en verdad, varias familias. Muchos lingüistas siguen conjeturando que podrían estar genéticamente emparentadas, aunque con una profundidad temporal muy grande, por lo que las considera una macrofamilia, si bien la evidencia en favor de esa hipótesis es escasa. El término proviene del nombre de los khoi (khoisán central) y los san (khoisán septentrional).

## Distribución e historia
Históricamente, las lenguas han sido habladas principalmente por tres grupos étnicos: los khoikhoi, antiguamente conocidos por el término peyorativo hotentotes,  los san, a los que se les solía conocer como bosquimanos, término también peyorativo, y los damaras. Khoikhoi y san suelen ser denominados conjuntamente como pueblos khoisán en razón a similitudes antropológicas. Joseph Greenber agregó a este grupo lingüístico otras dos lenguas de África central, el hadza y el sandawe, ya que no parecen relacionadas con lenguas vecinas pero poseen clicks como los existentes en las lenguas khoisán.
En la actualidad, estas lenguas solamente se hablan en el desierto del Kalahari y en una pequeña área de Tanzania. Las lenguas del grupo son cada vez más escasas; varias se han extinguido. Muchas no tienen registro escrito. Las lenguas hadza y sandavés (o sandawe) de Tanzania se clasifican generalmente dentro de las lenguas joisanas, pero están muy separadas (tanto geográfica como lingüísticamente) de las demás. Muchos lingüistas ponen en duda el origen común de la familia joisana. Las lenguas más habladas del grupo son el coroca y el sandavés.
Históricamente es conocido que los pueblos joisán ocupaban un área más extensa en África Meridional y que fueron desplazados o substituidos por lenguas bantúes. Algunas lenguas bantúes como el Xhosa muestran clicks en su inventario fonológico, lo cual sugiere que debió haber hablantes bilingües en ambas lenguas. Igualmente la lingüística histórica ha demostrado que la expansión bantú debió desplazar a pueblos que hablaban lenguas joisán. De hecho la presencia de clicks en hadza y sandavés y el hecho de que no estén emparentados de manera visible con ninguna otra lengua africana, sugiere que pudieron tener alguna conexión histórica con las lenguas joisán propiamente dichas. Sin embargo, no existen evidencias de parentesco firme entre éstas y las otras lenguas joisanas y la presencia de clicks podría indicar un rasgo de área lingüística previamente existente a la expansión de las lenguas bantúes.

## Descripción lingüística

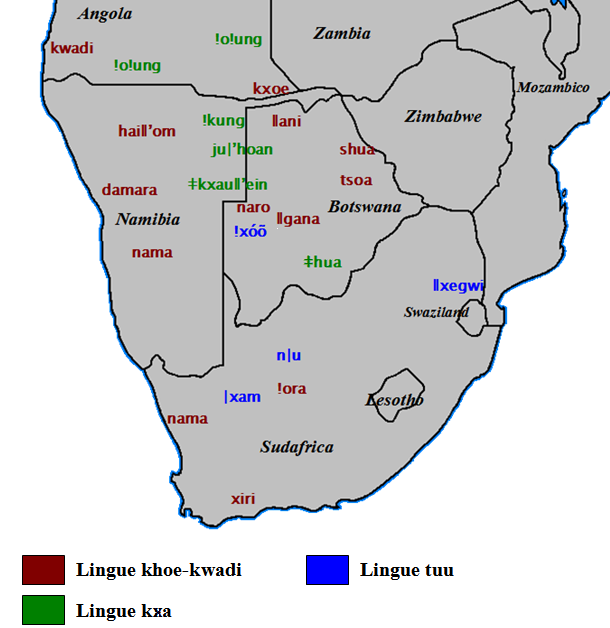
Los tres grupos de lenguas khoisán: septentrional (verde), central (marrón) y meridional (azul).

Aun existiendo un elevado número de lingüistas partidarios de postular una macrofamilia khoisán, ninguno de los muchos intentos de probar el parentesco genético de todas las lenguas khoisanas ha sido convincente y la evidencia en favor del parentesco filogenético real es extremadamente escasa. Parte de las dificultades en el trabajo comparativo reside en que existe un cierto número de lenguas joisánidas actualmente desaparecidas para las que no existen virtualmente datos lingüísticos y son eslabones perdidos que habrían permitido hacer una comparación más efectiva. Excluyendo el hadza y el sandawe, la evidencia disponible para el resto de lenguas khoisán ha permitido identificar tres grupos bien definidos y dos lenguas de posición dudosa provisionalmente consideradas aisladas. Los tres grupos son:
- Khoisán septentrional (juu-ǂhoa, kx'a), formado por tres o cuatro unidades lenguas identificables
- Khoisán meridional (tuu), formado actualmente por un único miembro el complejo dialectal !xõõ, aunque se supone que la mayor parte de lenguas khoisán desaparecidas habrían formado parte de este grupo.
- Khoisán central (kxoe), formado por más de una veintena de lenguas y variedades diferentes.

Las dos lenguas cuya posición es dudosa porque no parecen encajar del todo bien en los grupos anteriores son:
- El ǂhõã, hablado en Botsuana, frecuentemente emparentado con el khoisán septentrional.
- El kwadi, actualmente extinto pero hablado anteriormente en el sur de Angola, para algunos relacionados con el khoisán central.

El hadza y el sandawe tampoco parecen emparentados con las lenguas anteriores y parecen ser lenguas sobrevivientes de la expansión bantú hacia el sur de África que debió ocasinar la extinción de muchas lenguas posiblemente relacionadas con algunas lenguas khoisán.

### Fonología
Una de las características más peculiares de estas lenguas consiste en el uso de chasquidos consonánticos como fonemas, incluyendo lenguas como el cungo (o kung-ekoka), que posee 50 chasquidos consonánticos diferentes y más de 140 fonemas individuales, así como el !xóõ, con un enorme inventario fonológico dotado de sonidos estridentes y guturales.
Gracias a la película de 1980 Los dioses deben estar locos en la que se puede oír la lengua de los san, el gran público conoce el sonido característico de los clicks.
Las únicas otras lenguas que usan chasquidos como fonemas son las lenguas bantúes nguni, como el josa (o xhosa) y el zulú de Sudáfrica, el sesotho también hablado en Sudáfrica y Lesoto, la lengua cushítica dahalo y una lengua ceremonial artificial llamada "damin", hablada por algunos aborígenes australianos. Se cree que todas estas lenguas, a excepción del damin, han tomado los chasquidos de las lenguas joisanas.

La idea de que los mecanismos cerebrales del lenguaje fueron responsables de la evolución de la humanidad moderna ha sido defendida por antropólogos como Richard Klein y lingüistas como Alec Knight, ambos de la Universidad de Stanford. Knight incluso ha presentado indicios de que ese habla ancestral de la humanidad pervive en los lenguajes click de los actuales bosquimanos del oeste y el sur de África, en los que muchas consonantes se pronuncian como chasquidos de la lengua y los labios.
Estos lenguajes se conocen genéricamente como Khoisan. Sus hablantes incluyen poblaciones tan separadas y aisladas entre sí como los Hadzabe de Tanzania (este de África) y los San de la región suroccidental del continente. La razón más probable es que el Khoisan fuera la lengua hablada por un antiguo pueblo que se extendió por toda África, y que otras expansiones de población muy posteriores colonizaron todo menos las regiones aisladas y dispersas en las que se sigue hablando hoy la lengua ancestral.
Según los datos de Knight, los Hadzabe y los San "están tan alejados como lo pueda estar una población humana de otra". La interpretación más simple de esos datos es que el Khoisan es heredero del lenguaje más antiguo de la historia de la humanidad. De ser así, se debió hablar junto a las riberas del Sáhara en el despertar de los tiempos.

### Morfología
Las lenguas joisanas difieren dramáticamente en su estructura gramatical y tipología, lo cual refuerza la hipótesis de que no tienen un origen común. En cuanto a la morfología y sintaxis existen dos tipos bien diferenciados:
- Las lenguas khoisán meridionales y septentrionales, estas últimas lenguas son fundamentalmente aislantes.
- Las lenguas khoe (khoisán central), poseen una morfología compleja que incluye partículas y afijos. Algunas de estas lenguas poseen hasta tres formas diferentes según el género gramatical (masculino, femenino, común) y tres formas según el número gramatical (singular, dual y plural). Los siguientes ejemplos tomados del naro ilustran los diferentes sufijos para marcar género y número:

|          | Masculino | Femenino | Común  |
| -------- | --------- | -------- | ------ |
| Singular | ba        | sa       | __     |
| Dual     | ʦara      | sara     | khoara |
| Plural   | ǁua       | ʣi       | na     |
Las lenguas khoe orientales de la rama del Kalahari tenden a hacer uso menor del sistema de clases nominales (género gramatical). La asignación de género o clase gramatical en principio está orientada según el sexo, aunque otras connotaciones como el tamaño y la forma pueden estar presentes (en varias lenguas el masculino se asocia a lo alargado y grande, y el femenino a lo pequeño y redondo). A veces ocurren dobletes diferenciados por el género:
yìí-bà (masc.) 'leño'
yìí-sá (fem.) 'árbol' [ya que produce frutos]
En las lenguas khoe la existencia de género va a compañada de concordancia gramatical, así los adjetivos, numerales y demostrativos concuerdan en género con el nombre al que acompañan. Algunas pocas lenguas (ǁani, buga, deti) tienen además marcas de objeto en el verbo que concuerdan con el objeto, lo cual hace más complejas morfológicamente en ese aspecto que las lenguas indoeuropeas.

### Sintaxis
En la sintaxis las diferentes lenguas khoisán pertenecen a tipos prácticamente opuestos:
- En khoisán septentrional y meridional, predominan las lenguas con orden SVO, el núcleo sintáctico precede al modificador y se usan preposiciones.
- En khoisán central, el orden prdominante es SOV, los modificadores del nombre suelen precederlo y se usan postposiciones en lugar de preposiciones. El sandawe, el orden predominante es TSOV (marcador de tiempo+SOV) y el núcleo tiende a ser final. Similarmente el kwadi es SOV y de núcleo final.
- El hadza tiene orden dominante VSO aunque también puede darse el SVO, es de núcleo inicial, hechos que comparte con el khoisán septentrional y meridional, aunque a diferencia de estos es una lengua flexiva y tiene una morfología más compleja.

### Comparación léxica
Al igual que en otras áreas, las lenguas joisanas muestran gran diversidad y o bien no constituyen una familia lingüística en absoluto o bien empezaron diversificarse hace demasiados milenios como para que pueda establecerse su parentesco. La siguiente table compara los numerales reconstruidos en las tres ramas identificadas como familias:
| GLOSA | Kxoisán central | Kxoisán meridional | Kxoisán septentrional | Hadza      | Sandawe   |
| GLOSA | PROTO-KXOE      | PROTO-TUU-!UI      | PROTO-KX'A            | Hadza      | Sandawe   |
| ----- | --------------- | ------------------ | --------------------- | ---------- | --------- |
| '1'   | *ǀui            | *ǂʔuẽ              | *nǀèǃé                | ʔitʃame    | tsʼéxì̥-è  |
| '2'   | *ǀam            | *nǂwa              | *tca-                 | pije       | kísò-xì̥   |
| '3'   | *!noona         | *ǁai (ŋǃona)       | *ǃāō (nǃani)          | samaka     | sʷámkí-xì̥ |
| '4'   | *haka           |                    |                       | bone~ buni | hàká-xì̥   |
Para el número 3 en las tres ramas aparecen términos relacionados aunque se trataría de préstamos léxicos desde el joisán central a las otras dos ramas.

## Clasificación
Las lenguas joisán comparten rasgos fonológicos peculiares que en general parecen estar ausentes de lenguas africanas, excepto por préstamos evidentes de las lenguas joisán a otras lenguas. El avance de las comparación entre las lenguas joisán ha permitido reconstruir claramente tres unidades filogenéticas probadas (Joisán septentrional, Joisán central y Joisán meridional), con posibles relaciones entre ellas. La adscripción del sandavés (sandawe) y el hadza a estas lenguas es por otra parte tentativa y puesta en duda por ciertos autores. Un árbol maximal basado parcialmente en la evidencia del proyecto comparativo ASJP es el siguiente:

|  | Joisán septentrional (!Kung-Juu-ǂHoa)                                                      |
|  |                                                                                            |
|  | \| \| Joisán meridional (Nu-!Xóõ) \| \| \| \| \| \| Joisán central (Kxoe-Nama) \| \| \| \| |
|  |                                                                                            |
|  | Joisán meridional (Nu-!Xóõ)                                                                |
|  |                                                                                            |
|  | Joisán central (Kxoe-Nama)                                                                 |
|  |                                                                                            |

|  | Joisán meridional (Nu-!Xóõ) |
|  |                             |
|  | Joisán central (Kxoe-Nama)  |
|  |                             |

|  | Joisán septentrional (!Kung-Juu-ǂHoa)                                                      |
|  |                                                                                            |
|  | \| \| Joisán meridional (Nu-!Xóõ) \| \| \| \| \| \| Joisán central (Kxoe-Nama) \| \| \| \| |
|  |                                                                                            |
|  | Joisán meridional (Nu-!Xóõ)                                                                |
|  |                                                                                            |
|  | Joisán central (Kxoe-Nama)                                                                 |
|  |                                                                                            |

|  | Joisán meridional (Nu-!Xóõ) |
|  |                             |
|  | Joisán central (Kxoe-Nama)  |
|  |                             |

|  | Joisán septentrional (!Kung-Juu-ǂHoa)                                                      |
|  |                                                                                            |
|  | \| \| Joisán meridional (Nu-!Xóõ) \| \| \| \| \| \| Joisán central (Kxoe-Nama) \| \| \| \| |
|  |                                                                                            |
|  | Joisán meridional (Nu-!Xóõ)                                                                |
|  |                                                                                            |
|  | Joisán central (Kxoe-Nama)                                                                 |
|  |                                                                                            |

|  | Joisán meridional (Nu-!Xóõ) |
|  |                             |
|  | Joisán central (Kxoe-Nama)  |
|  |                             |

|  | Joisán septentrional (!Kung-Juu-ǂHoa)                                                      |
|  |                                                                                            |
|  | \| \| Joisán meridional (Nu-!Xóõ) \| \| \| \| \| \| Joisán central (Kxoe-Nama) \| \| \| \| |
|  |                                                                                            |
|  | Joisán meridional (Nu-!Xóõ)                                                                |
|  |                                                                                            |
|  | Joisán central (Kxoe-Nama)                                                                 |
|  |                                                                                            |

|  | Joisán meridional (Nu-!Xóõ) |
|  |                             |
|  | Joisán central (Kxoe-Nama)  |
|  |                             |

Otros trabajos han investigado la relación genética entre los pueblos putativamente macro-joisanos han encontrado el siguiente árbol clasdístico para los genes de los pueblos joisán:

### Lista de lenguas joisanas
| Hadza (975 hablantes en Tanzania) El hadza parece ser que no guarda relación con ninguna otra lengua; genéticamente, el pueblo hadza no está relacionado con los pueblos khoisán de África del Sur, y sus parientes más cercanos son los sandawe. | | | | |
| Sandawe o sandavés. (40.000 hablantes en Tanzania) Hay algunos indicios de que el sandawe puede estar relacionado con la familia Khoe-Kwadi, como un sistema pronominal congruente y algunas convergencias para la lista de Swadesh, pero no son los suficientes como para establecer correspondencias regulares de sonido. | | | | |
| Kwadi-Khoe. | Kwadi. Extinto, Angola. Aunque se dispone de pocos datos, se han hecho reconstrucciones proto-Kwadi-khoe de algunos pronombres y vocabulario básico. | Kwadi. Extinto, Angola. Aunque se dispone de pocos datos, se han hecho reconstrucciones proto-Kwadi-khoe de algunos pronombres y vocabulario básico. | Kwadi. Extinto, Angola. Aunque se dispone de pocos datos, se han hecho reconstrucciones proto-Kwadi-khoe de algunos pronombres y vocabulario básico.                        | Kwadi. Extinto, Angola. Aunque se dispone de pocos datos, se han hecho reconstrucciones proto-Kwadi-khoe de algunos pronombres y vocabulario básico. |
| Kwadi-Khoe. | Khoe (khoisán central). Es la familia más numerosa y diversa de las lenguas joisanas, con siete lenguas vivas y más de un cuarto de millón de hablantes. Es característica de los pueblos khoikhoi y damara. | Khoekhoe. Esta rama parece haber sido afectada por la sprachbund Juu-Tuu. | Nama (250.000 hablantes . Etnónimos Khoekhoen, Nama, Damara. Un grupo dialectal, que incluye ǂAakhoe yHaiǁom)                                                               | Nama (250.000 hablantes . Etnónimos Khoekhoen, Nama, Damara. Un grupo dialectal, que incluye ǂAakhoe yHaiǁom)                                        |
| Kwadi-Khoe. | Khoe (khoisán central). Es la familia más numerosa y diversa de las lenguas joisanas, con siete lenguas vivas y más de un cuarto de millón de hablantes. Es característica de los pueblos khoikhoi y damara. | Khoekhoe. Esta rama parece haber sido afectada por la sprachbund Juu-Tuu. | Eini (Extinta.) | |
| Kwadi-Khoe. | Khoe (khoisán central). Es la familia más numerosa y diversa de las lenguas joisanas, con siete lenguas vivas y más de un cuarto de millón de hablantes. Es característica de los pueblos khoikhoi y damara. | Khoekhoe. Esta rama parece haber sido afectada por la sprachbund Juu-Tuu. | Khoekhoe Sur | Korana (Extinta.) |
| Kwadi-Khoe. | Khoe (khoisán central). Es la familia más numerosa y diversa de las lenguas joisanas, con siete lenguas vivas y más de un cuarto de millón de hablantes. Es característica de los pueblos khoikhoi y damara. | Khoekhoe. Esta rama parece haber sido afectada por la sprachbund Juu-Tuu. | Khoekhoe Sur | Xiri (Tiene 90 hablantes y es una lengua moribunda. Es un grupo dialectal.                                                                           |
| Kwadi-Khoe. | Khoe (khoisán central). Es la familia más numerosa y diversa de las lenguas joisanas, con siete lenguas vivas y más de un cuarto de millón de hablantes. Es característica de los pueblos khoikhoi y damara. | Tshu-Khwe (o Kalahari) Muchas de estas lenguas han sufrido pérdidas parciales de sonidos. | Tshu-Khwe Este (Kalahari este) | Shua (6000 hablantes. Un grupo dialectal, que incluye Deti, Tsʼixa, ǀXaise y Ganádi)                                                                 |
| Kwadi-Khoe. | Khoe (khoisán central). Es la familia más numerosa y diversa de las lenguas joisanas, con siete lenguas vivas y más de un cuarto de millón de hablantes. Es característica de los pueblos khoikhoi y damara. | Tshu-Khwe (o Kalahari) Muchas de estas lenguas han sufrido pérdidas parciales de sonidos. | Tshu-Khwe Este (Kalahari este) | Tsoa (9300 hablantes. Un grupo dialectal, que incluye Cire Cire y Kua)                                                                               |
| Kwadi-Khoe. | Khoe (khoisán central). Es la familia más numerosa y diversa de las lenguas joisanas, con siete lenguas vivas y más de un cuarto de millón de hablantes. Es característica de los pueblos khoikhoi y damara. | Tshu-Khwe (o Kalahari) Muchas de estas lenguas han sufrido pérdidas parciales de sonidos. | Tshu-Khwe Oeste (Kalahari oeste) | Kxoe (11 000 hablantes. Un grupo dialectal, que incluye ǁAni y Buga)                                                                                 |
| Kwadi-Khoe. | Khoe (khoisán central). Es la familia más numerosa y diversa de las lenguas joisanas, con siete lenguas vivas y más de un cuarto de millón de hablantes. Es característica de los pueblos khoikhoi y damara. | Tshu-Khwe (o Kalahari) Muchas de estas lenguas han sufrido pérdidas parciales de sonidos. | Tshu-Khwe Oeste (Kalahari oeste) | Naro (14 000 hablantes). Un grupo dialectal. |
| Kwadi-Khoe. | Khoe (khoisán central). Es la familia más numerosa y diversa de las lenguas joisanas, con siete lenguas vivas y más de un cuarto de millón de hablantes. Es característica de los pueblos khoikhoi y damara. | Tshu-Khwe (o Kalahari) Muchas de estas lenguas han sufrido pérdidas parciales de sonidos. | Tshu-Khwe Oeste (Kalahari oeste) | Gǁana-Gǀwi (4.500 hablantes). Un grupo dialectal, que incluye Gǁana, Gǀwi y ǂHaba)                                                                   |
| La familia Tuu (khoisán meridional), consta de dos grupos lingüísticos, que están relacionados unos con otros en la distancia de khoekhoe y Tshukhwe dentro khoe. Son tipológicamente muy similar a las lenguas Juu (abajo), pero no se ha demostrado que estén relacionadas con ellas genealógicamente. (Las similitudes pueden ser características de la zona.)                                                                              | La familia Tuu (khoisán meridional), consta de dos grupos lingüísticos, que están relacionados unos con otros en la distancia de khoekhoe y Tshukhwe dentro khoe. Son tipológicamente muy similar a las lenguas Juu (abajo), pero no se ha demostrado que estén relacionadas con ellas genealógicamente. (Las similitudes pueden ser características de la zona.) | La familia Tuu (khoisán meridional), consta de dos grupos lingüísticos, que están relacionados unos con otros en la distancia de khoekhoe y Tshukhwe dentro khoe. Son tipológicamente muy similar a las lenguas Juu (abajo), pero no se ha demostrado que estén relacionadas con ellas genealógicamente. (Las similitudes pueden ser características de la zona.) | Taʼa | !Xóõ (4.200 hablantes. Un grupo dialectal.) |
| La familia Tuu (khoisán meridional), consta de dos grupos lingüísticos, que están relacionados unos con otros en la distancia de khoekhoe y Tshukhwe dentro khoe. Son tipológicamente muy similar a las lenguas Juu (abajo), pero no se ha demostrado que estén relacionadas con ellas genealógicamente. (Las similitudes pueden ser características de la zona.)                                                                              | La familia Tuu (khoisán meridional), consta de dos grupos lingüísticos, que están relacionados unos con otros en la distancia de khoekhoe y Tshukhwe dentro khoe. Son tipológicamente muy similar a las lenguas Juu (abajo), pero no se ha demostrado que estén relacionadas con ellas genealógicamente. (Las similitudes pueden ser características de la zona.) | La familia Tuu (khoisán meridional), consta de dos grupos lingüísticos, que están relacionados unos con otros en la distancia de khoekhoe y Tshukhwe dentro khoe. Son tipológicamente muy similar a las lenguas Juu (abajo), pero no se ha demostrado que estén relacionadas con ellas genealógicamente. (Las similitudes pueden ser características de la zona.) | Taʼa | ǀʼAuni-ǀHaasi (Extinta) |
| La familia Tuu (khoisán meridional), consta de dos grupos lingüísticos, que están relacionados unos con otros en la distancia de khoekhoe y Tshukhwe dentro khoe. Son tipológicamente muy similar a las lenguas Juu (abajo), pero no se ha demostrado que estén relacionadas con ellas genealógicamente. (Las similitudes pueden ser características de la zona.)                                                                              | La familia Tuu (khoisán meridional), consta de dos grupos lingüísticos, que están relacionados unos con otros en la distancia de khoekhoe y Tshukhwe dentro khoe. Son tipológicamente muy similar a las lenguas Juu (abajo), pero no se ha demostrado que estén relacionadas con ellas genealógicamente. (Las similitudes pueden ser características de la zona.) | La familia Tuu (khoisán meridional), consta de dos grupos lingüísticos, que están relacionados unos con otros en la distancia de khoekhoe y Tshukhwe dentro khoe. Son tipológicamente muy similar a las lenguas Juu (abajo), pero no se ha demostrado que estén relacionadas con ellas genealógicamente. (Las similitudes pueden ser características de la zona.) | ǃKwi | Nǀu (10 hablantes. Moribunda) |
| La familia Tuu (khoisán meridional), consta de dos grupos lingüísticos, que están relacionados unos con otros en la distancia de khoekhoe y Tshukhwe dentro khoe. Son tipológicamente muy similar a las lenguas Juu (abajo), pero no se ha demostrado que estén relacionadas con ellas genealógicamente. (Las similitudes pueden ser características de la zona.)                                                                              | La familia Tuu (khoisán meridional), consta de dos grupos lingüísticos, que están relacionados unos con otros en la distancia de khoekhoe y Tshukhwe dentro khoe. Son tipológicamente muy similar a las lenguas Juu (abajo), pero no se ha demostrado que estén relacionadas con ellas genealógicamente. (Las similitudes pueden ser características de la zona.) | La familia Tuu (khoisán meridional), consta de dos grupos lingüísticos, que están relacionados unos con otros en la distancia de khoekhoe y Tshukhwe dentro khoe. Son tipológicamente muy similar a las lenguas Juu (abajo), pero no se ha demostrado que estén relacionadas con ellas genealógicamente. (Las similitudes pueden ser características de la zona.) | ǃKwi | ǀXam (Extinta) |
| La familia Tuu (khoisán meridional), consta de dos grupos lingüísticos, que están relacionados unos con otros en la distancia de khoekhoe y Tshukhwe dentro khoe. Son tipológicamente muy similar a las lenguas Juu (abajo), pero no se ha demostrado que estén relacionadas con ellas genealógicamente. (Las similitudes pueden ser características de la zona.)                                                                              | La familia Tuu (khoisán meridional), consta de dos grupos lingüísticos, que están relacionados unos con otros en la distancia de khoekhoe y Tshukhwe dentro khoe. Son tipológicamente muy similar a las lenguas Juu (abajo), pero no se ha demostrado que estén relacionadas con ellas genealógicamente. (Las similitudes pueden ser características de la zona.) | La familia Tuu (khoisán meridional), consta de dos grupos lingüísticos, que están relacionados unos con otros en la distancia de khoekhoe y Tshukhwe dentro khoe. Son tipológicamente muy similar a las lenguas Juu (abajo), pero no se ha demostrado que estén relacionadas con ellas genealógicamente. (Las similitudes pueden ser características de la zona.) | ǃKwi | ǁXegwi (Extinta) |
| La familia kx'a o Juu-ǂHoa (khoisán septentrional) está relacionada con los pueblos San, no estuvo inicialmente aceptada su relación con las demás familias. | La familia kx'a o Juu-ǂHoa (khoisán septentrional) está relacionada con los pueblos San, no estuvo inicialmente aceptada su relación con las demás familias. | La familia kx'a o Juu-ǂHoa (khoisán septentrional) está relacionada con los pueblos San, no estuvo inicialmente aceptada su relación con las demás familias. | ǂHua (200 hablantes, Botsuana. Moribunda.) | ǂHua (200 hablantes, Botsuana. Moribunda.) |
| La familia kx'a o Juu-ǂHoa (khoisán septentrional) está relacionada con los pueblos San, no estuvo inicialmente aceptada su relación con las demás familias. | La familia kx'a o Juu-ǂHoa (khoisán septentrional) está relacionada con los pueblos San, no estuvo inicialmente aceptada su relación con las demás familias. | La familia kx'a o Juu-ǂHoa (khoisán septentrional) está relacionada con los pueblos San, no estuvo inicialmente aceptada su relación con las demás familias. | Juu (también ǃKung, anteriormente joisan del Norte) es un grupo dialectal único. (~45.000 hablantes.) Dialectos bien conocidos son el ǃKung (ǃXũũ), Juǀʼhoan y ǂKxʼauǁʼein. | |
| Una lengua Haiǁom se lista en la mayoría de las referencias khoisán. Hace un siglo el pueblo Haiǁom hablaba un dialecto Ju, probablemente próximo al !Kung, pero ahora hablan un dialecto divergente de nama. De esta lengua se dice que se ha extinguido o que tiene 16000 hablantes, tanto Ju o khoe. (Su número se han incluido en los nama de más arriba.) Son conocidos como los Saa por los nama, y este es el origen de la palabra San. | | | | |